# Goldfrapp
«Goldfrapp» — британський дует, який виступає у стилі електронної музики. Створений у 1999 році.

## Біографія
Група створена в 1999 році і складається з Елісон Голдфрапп (вокал/синтезатор) і Уілл Грегорі (синтезатор). Елісон Голдфрапп ще в 1990-х виступала в групі Orbital із тріп-хоп музикантом Tricky. У тому ж 1999 році Goldfrapp підписується на лейбл Mute Records і починає запис альбому. Незважаючи на гарні відгуки і номінування британської музичної нагороди Mercury Prize, дебютний ембієнт-альбом 2000 року Felt Mountain не мав комерційного успіху. Другий альбом групи Goldfrapp Black Cherry, в якому додалося електроклешове звучання був випущений в 2003 році. Альбом був тепло прийнятий в клубах і третій випущений альбом Supernature залишився близьким за духом своєму попередникові. Supernature займав перші рядки в чартах і був номінований на "Греммі" за найкращий електронний/танцювальний альбом, а пісня "Ooh La La" номінована, як найкращий танцювальний запис. Їх останній альбом, Seventh Tree був випущений в 2008 році.
На Goldfrapp вплинули такі групи, як: Fischerspooner, Miss Kittin, Atari Teenage Riot, Client, Daft Punk та інші.

## Дискографія

### Альбоми
- Felt Mountain (2000)
- Black Cherry (2003)
- Supernature (2005)
- Seventh Tree (2008)
- Head First (2010)

### Збірники
- We Are Glitter (2006)

### EP
- Wonderful Electric (2004)
- Live 2005 (2005)
- Ride a White Horse: Live in London E.P. (2006)
- Live Session (2006)

### Сингли
| 2000                         | «Lovely Head»                      | —  | —  | —  | —  | —  | —  | —  | Felt Mountain  |
| 2000                         | «Utopia»                           | —  | —  | —  | —  | —  | —  | —  | Felt Mountain  |
| 2001                         | «Human»                            | —  | —  | —  | —  | —  | —  | —  | Felt Mountain  |
| 2001                         | «Utopia (Genetically Enriched)»    | 62 | —  | —  | —  | —  | —  | —  | Felt Mountain  |
| 2001                         | «Pilots (On a Star)»/«Lovely Head» | 68 | —  | —  | —  | —  | —  | —  | Felt Mountain  |
| 2003                         | «Train»                            | 23 | —  | —  | —  | —  | —  | —  | Black Cherry   |
| 2003                         | «Strict Machine»                   | 25 | 54 | —  | —  | —  | —  | —  | Black Cherry   |
| 2004                         | «Twist»                            | 31 | —  | —  | —  | —  | —  | 18 | Black Cherry   |
| 2004                         | «Black Cherry»                     | 28 | —  | —  | —  | —  | —  | 15 | Black Cherry   |
| 2004                         | «Strict Machine '04»               | 20 | —  | 26 | —  | —  | 1  | 3  | Black Cherry   |
| 2005                         | «Ooh La La»                        | 4  | 36 | —  | 82 | 16 | 1  | —  | Supernature    |
| 2005                         | «Number 1»                         | 9  | —  | 7  | 73 | 29 | 1  | 1  | Supernature    |
| 2006                         | «Ride a White Horse»               | 15 | —  | —  | —  | 36 | 20 | 5  | Supernature    |
| 2006                         | «Fly Me Away»                      | 26 | —  | —  | —  | 40 | 6  | —  | Supernature    |
| 2006                         | «Satin Boys, Flaming Chic»         | —  | —  | —  | —  | —  | —  | —  | We Are Glitter |
| 2008                         | «A&E»                              | 10 | 85 | —  | 98 | 33 | 45 | 1  | Seventh Tree   |
| 2008                         | «Happiness»                        | 25 | —  | —  | —  | —  | —  | —  | Seventh Tree   |
| 2008                         | «Caravan Girl»                     | 54 | —  | —  | —  | —  | —  | —  | Seventh Tree   |
| 2008                         | «Clowns»                           | —  | —  | —  | —  | —  | —  | —  | Seventh Tree   |
| «—» не участвовала в чартах. |                                    |    |    |    |    |    |    |    |                |

### Ремікси, зроблені Goldfrapp
| Year | Назва                                                                                 | Гурт             | Альбом                              |
| ---- | ------------------------------------------------------------------------------------- | ---------------- | ----------------------------------- |
| 2003 | «This Is the New Shit» (Marilyn Manson vs. Goldfrapp)                                 | Marilyn Manson   | «This Is the New Shit» CD single    |
| 2004 | «Halo» (Goldfrapp remix)                                                              | Depeche Mode     | Remixes 81 — 04                     |
| 2005 | «A Pain that I’m Used To» (Goldfrapp remix)                                           | Depeche Mode     | «A Pain that I’m Used To» CD single |
| 2006 | «The W.A.N.D. (The Will Always Negates Defeat)» (Supernaturalistic — Goldfrapp remix) | The Flaming Lips | «The W.A.N.D.» CD single            |

### Видео
- Wonderful Electric (2004)

### Кліпи
| Year | Назва                            | Режисер                              | Посилання                                                 |
| ---- | -------------------------------- | ------------------------------------ | --------------------------------------------------------- |
| 2000 | «Lovely Head» (Version one)      | Wolfgang Tillmans                    | YouTube [Архівовано 7 жовтня 2011 у Wayback Machine.]     |
| 2000 | «Lovely Head» (Version two)      | Wolfgang Tillmans                    |                                                           |
| 2000 | «Utopia»                         | Chris Harvey                         | YouTube [Архівовано 15 січня 2015 у Wayback Machine.]     |
| 2001 | «Human»                          | Jake Scott                           | YouTube [Архівовано 17 квітня 2016 у Wayback Machine.]    |
| 2001 | «Pilots (On a Star)»             | James Griffiths                      | YouTube [Архівовано 11 серпня 2011 у Wayback Machine.]    |
| 2001 | «Lovely Head» (Version three)    | Richard Bell                         | YouTube [Архівовано 13 червня 2008 у Wayback Machine.]    |
| 2003 | «Train»                          | Dawn Shadforth                       | YouTube [Архівовано 25 травня 2014 у Wayback Machine.]    |
| 2003 | «Strict Machine»                 | Jonas Odell                          | YouTube [Архівовано 3 листопада 2010 у Wayback Machine.]  |
| 2004 | «Twist»                          | H5                                   | YouTube [Архівовано 7 листопада 2015 у Wayback Machine.]  |
| 2004 | «Black Cherry»                   | The Makers                           |                                                           |
| 2005 | «Ooh La La»                      | Dawn Shadforth                       | YouTube [Архівовано 22 грудня 2008 у Wayback Machine.]    |
| 2005 | «Number 1»                       | Dawn Shadforth                       | YouTube [Архівовано 13 жовтня 2016 у Wayback Machine.]    |
| 2006 | «Ride a White Horse»             | Diane Martel                         | YouTube [Архівовано 15 листопада 2011 у Wayback Machine.] |
| 2006 | «Fly Me Away» (Unreleased)       | Chris Hopewell                       | YouTube [Архівовано 8 жовтня 2011 у Wayback Machine.]     |
| 2006 | «Fly Me Away» (Jakko & the Poet) | Andreas Nilsson                      |                                                           |
| 2008 | «A&E»                            | Dougal Wilson                        | YouTube [Архівовано 12 липня 2010 у Wayback Machine.]     |
| 2008 | «Happiness»                      | Dougal Wilson                        | YouTube [Архівовано 31 травня 2010 у Wayback Machine.]    |
| 2008 | «Clowns» (Super 8)               | Alison Goldfrapp and Francis Kennard | YouTube [Архівовано 20 жовтня 2010 у Wayback Machine.]    |
| 2008 | «Caravan Girl»                   | The Malloys                          | YouTube [Архівовано 16 липня 2010 у Wayback Machine.]     |